# Leocadio Salcedo
Leocadio Salcedo Araiza (Guayaquil, Guayas, 1828 - Noria de Aguilar, Sonora, 19 de marzo de 1883) fue un profesor, pedagogo y periodista ecuatoriano. Fungió como maestro fundador de varias instituciones educativas históricas del Estado de Sonora, en México, entre ellas el Liceo de Hermosillo en dicha ciudad, el Colegio del Estado con sede en Ures en 1863 y el Colegio de la Unión localizado en Guaymas en 1874.

## Biografía
Nació en Guayaquil, Ecuador; siendo hijo del matrimonio confirmado por Juan Salcedo y Carmen Araiza. Después de terminar su educación secundaria, sirvió a la marina ecuatoriana alcanzando el grado de teniente, cargo que ejerció hasta 1855 cuando solicitó su baja.
Después de su retiro militar, residió en San Francisco, California y cuatro años después se mudó a Mazatlán, Sinaloa donde empezó a desempeñarse en labores docentes.
Llega al estado de Sonora en 1860, específicamente a la ciudad de Hermosillo, donde establece una escuela primaria particular. Es también en esta ciudad donde contrae matrimonio con María Dolores Noriega el 12 de agosto de 1861.
En enero de 1863 funda junto con el profesor Alejandro Lacy, el Liceo de Hermosillo, institución privada donde permaneció sólo unos meses, ya que ese mismo año le fue ofrecida la dirección del Colegio del Estado, ubicado en Ures, Sonora, siendo el único centro de educación superior oficial dentro del Estado de Sonora.
El Colegio del Estado fue clausurado en abril de 1865 producto de la Segunda intervención francesa en México, y es durante este período que el profesor Salcedo cambia su residencia a Guaymas, Sonora, ciudad donde estabelció una nueva institución de educación particular.
A principios de 1867 el Colegio del Estado reabre sus puertas, produciendo su regreso a Ures. Contrae matrimonio por segunda vez en octubre de 1867, después de haber enviudado, siendo su esposa Guadalupe Vasquez originaria de Banámichi.
De manera paralela, en 1874 participa en la fundación del Colegio de la Unión en Guaymas, en dicha institución llegó a impartir la clase de náutica.
También participó como periodista y fue fundador del semanario La Balanza Popular en 1871.
Muere en el rancho denominado La Noria, conocido actualmente como Noria de Aguilar, el 19 de marzo de 1883 siendo víctima de un ataque de la tribu apache. Salcedo había sido invitado por la familia Maldonado Aguilar a pasar unos días en su propiedad, en el trayecto al rancho el carruaje en el que viajaba fue interceptado por miembros de la tribu quienes asesinarion al profesor, a la señora Joaquina Aguilar y al señor Jeús Quijada.